# جوني مور (بواق)
جوني مور (بالإنجليزية: Johnny Moore)‏ هو بواق جامايكي وأمريكي، ولد في 5 أكتوبر 1938 في كينغستون في جامايكا، وتوفي بنفس المكان في 16 أغسطس 2008 بسبب سرطان القولون.

## وصلات خارجية
- جوني مور على موقع ميوزك برينز (الإنجليزية)
- جوني مور على موقع أول ميوزيك (الإنجليزية)
- جوني مور على موقع ديسكوغز (الإنجليزية)